# 日本一たい焼
株式会社日本一たい焼（にっぽんいちたいやき）は、福岡市東区に本社を置く、たい焼きの製造販売会社。たい焼き販売店の「日本一たい焼」を展開している。全国に42店舗を展開。
「たい焼きは天然モノ」のキャッチフレーズを掲げる。
本チェーンでの定義としては、天然モノは一釜で2匹しか焼けない釜を指し、一度に6匹～10匹焼けるものを養殖モノとして区別している。
老舗菓子メーカー二鶴堂の生地と餡を使用しており、二鶴堂創業者・橋本富市が博多弁で『このたい焼きの味は日本一たい!!』と言ったことから誕生した。

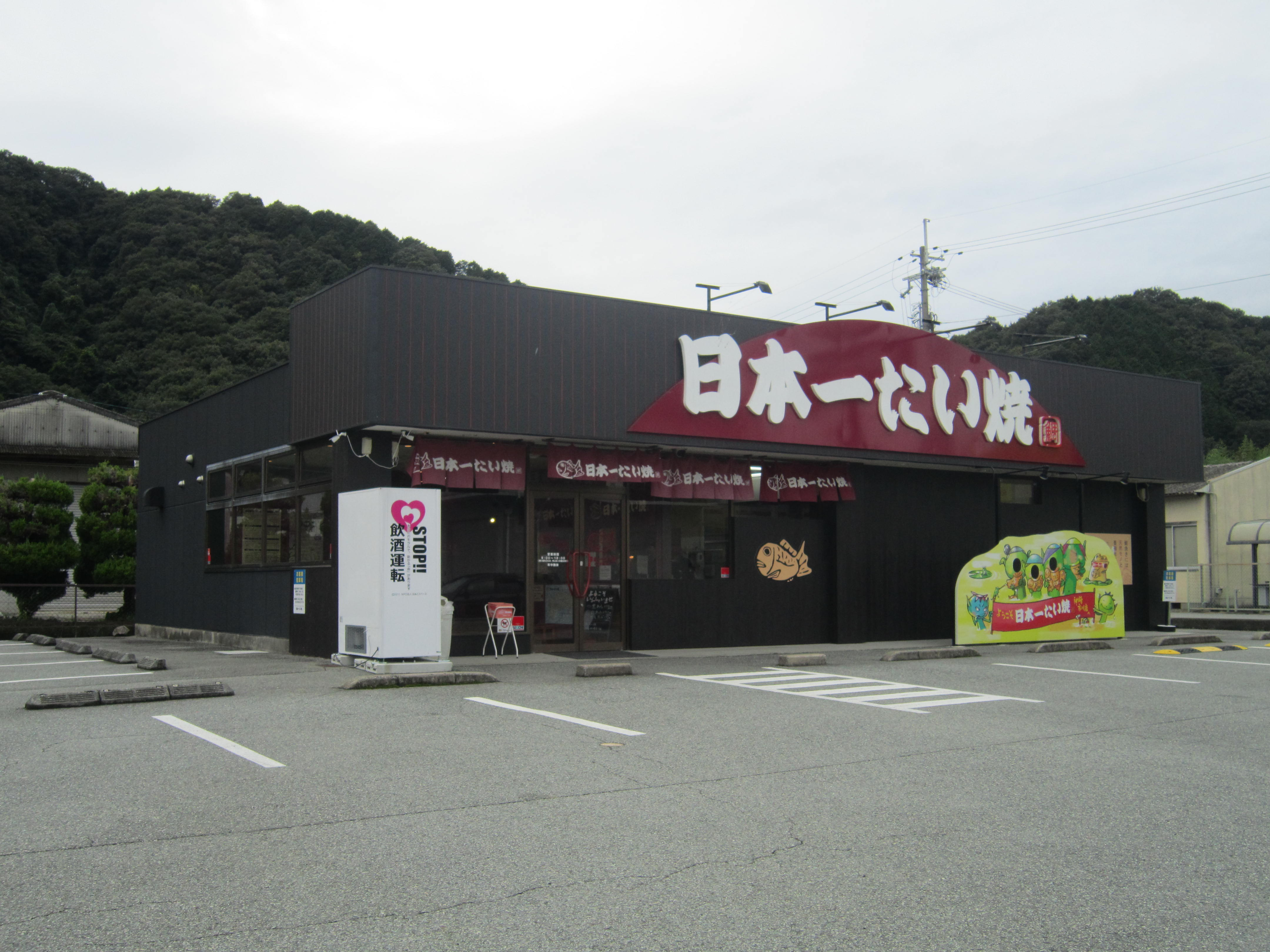
日本一たい焼兵庫神崎市川店

なお「日本一たい焼き」は誤記。

## 沿革
- 1954年 - 福岡市南区野間において、実演販売を開始する。
- 1992年 - 佐賀県において第1号店[7]をオープン。
- 2003年 - 宮崎県、熊本県に店舗を構える。
- 2004年 - 鹿児島県、大分県に店舗を構える。
- 2005年 - 大阪府に進出。
- 2008年 - 四国、東京都に進出[8]。二鶴堂から分社化し[9]、法人登記をする。
- 2011年 - 東海地方に進出。
- 2020年 - 北陸、富山県高岡市に店舗を構える。